# Roog (cuento)
Roog es un relato corto de ciencia ficción del escritor estadounidense Philip K. Dick . Fue su primera obra vendida, aunque no su primer cuento publicado.

## Argumento
Roog es una historia contada desde el punto de vista de un perro llamado Boris, que observa cómo sus amos almacenan cuidadosamente la comida en contenedores fuera de su casa día tras día. Sin que el perro lo sepa, se trata de los botes de basura de los humanos. Más tarde, el perro se horroriza al presenciar como los basureros «roban» algo de comida y cree que son carnívoros depredadores de otro planeta. El perro llega a conocer a estos seres como «Roogs», e intenta advertir a su amo de cada «robo» con gritos de “¡Roog!” “¡Roog!”. Los humanos, incapaces de comprender el mensaje del sabueso, creen que el perro sólo está ladrando. Atribuyendo así el sonido que hace el perro al sonido que hacen todos los perros cuando están excitados: “¡Roog!” “¡Roog!”. El cuento concluye con el animal algo alterado, ladrando “¡Roog!” muy fuerte a los basureros antes de que éstos se marchen de nuevo con la basura en su camión.

## Publicación
Roog fue escrito en noviembre de 1951 y apareció en The Magazine of Fantasy & Science Fiction (febrero de 1953, página 123) sin ilustración.  Durante este tiempo, Dick trabajó en una tienda de discos . En un ensayo que prologa una colección de sus cuentos publicados en 1978, Dick recordó la gestación de la historia, además de discutir su trama, sus temas generales y su reacción en ese momento. Dick relata que se puso en contacto con Anthony Boucher, un editor, colega y escritor de ciencia ficción/fantasía a quien Dick recuerda como un buen amigo. Dick escribió: Sin la ayuda [de Boucher] todavía estaría en el negocio discográfico. Lo digo muy en serio". Cuando era joven, Dick estaba muy satisfecho con la publicación y se preguntaba si podría dejar su trabajo en la tienda de discos y trabajar a tiempo completo como autor, mientras que el Dick mayor (27 años después) descartó esa aspiración como una ilusión.[cita requerida]
Poco después de la publicación original de «Roog», Boucher intentó publicarlo una vez más, en una antología de ciencia ficción compilada por una persona a la que Dick se refiere como «Sra. JM» (entrevista de Judith Merrill con Lupoff). Sin embargo, no le gustó la historia, encontrándola oscura y difícil de entender. También criticó la descripción de Dick de los basureros como inexacta, aparentemente incapaz de ver que la descripción es desde la perspectiva del perro protagonista. A pesar de que Dick explicó la historia en una carta a JM sobre los temas del trabajo, ella rechazó la historia. Boucher, sin embargo, procedió a publicarlo, y sigue imprimiéndose hoy en día, y en un momento incluso apareció en un libro de texto de literatura para escuelas secundarias.

## Recepción
Dick consideró a Roog como «una historia bastante seria». Dick explicó en la introducción de The Collected Stories of Philip K. Dick que «Roog “habla del miedo, habla de la lealtad”, habla de una amenaza oscura y una buena criatura que no puede transmitir el conocimiento de esa amenaza a sus seres queridos». Además, Aaron Barlow sugiere una conexión perspicaz de la historia con la naturaleza y los temas de sus escritos:

Sin embargo, al final de "Roog", Dick ha fomentado la especulación de que los "basureros" podrían ser realmente extraterrestres retenidos por perros que los extraterrestres llaman "Guardianes".

Boris se enfrenta a dos problemas. En primer lugar, aunque ladra que los "Roogs" se acercan, nadie le entiende. No puede comunicar su advertencia. En segundo lugar, sus "Roogs" pueden ser una ilusión en lugar de un peligro real. Boris no puede saber cuál es; ni siquiera sabe que, de hecho, podría estar equivocado. Ha visto al repartidor de periódicos y le ha ladrado, tomándolo, sin ninguna prueba, como un Roog. [...]
Dick no da ninguna pista sobre la "verdad" que hay detrás de las percepciones subjetivas de Boris. Sea como fuere, la incapacidad de Boris para comunicar su preocupación deja el asunto en suspenso y le lleva a temer el desmoronamiento de su mundo de vida canina suburbana, y lleva a Dick a pensar en la situación de Boris en términos humanos. [...]
Como perro, Boris ve el mundo humano a través de la distorsión general del punto de vista canino. Sin embargo, lo que ve subjetivamente puede ser "real", al igual que puede ser una máscara o un engaño creado a través de sus propias capacidades perceptivas limitadas. El hecho de que estos "puede" existan preocupa mucho a Dick. Quizás la distorsión general del punto de vista humano hace que la experiencia sea tan difícil de descifrar para nosotros como para Boris.

Tal vez Boris, finalmente, sea algo así como el pobre escritor de fantasía al que nadie hace caso. Como, hmm, Phil Dick. Como cualquier luchador por la comunicación, especialmente por la comunicación que trasciende la percepción individual y variada.

## Trivialidades
- El perro de "Roog", Boris, se basó en un perro real llamado Snooper, que pertenecía a un vecino de Dick.[2]  Snooper se alarmaba mucho cada vez que llegaban los basureros a recoger la basura, y esto inspiró a Dick a escribir el cuento.